# 馬歇爾鎮區 (印地安納州勞倫斯縣)
馬歇爾鎮區（英語：Marshall Township）是位於美國印地安納州勞倫斯縣的一個行政鎮區。

## 地方資料
根據2010年美國人口普查的數據，馬歇爾鎮區的面積為94.10平方千米，當中陸地面積為94.10平方千米，而水域面積為0.00平方千米。當地共有人口4660人，而人口密度為每平方千米49.52人。